# فرودگاه شهری دنبری
فرودگاه شهری دنبری (به انگلیسی: Danbury Municipal Airport) یک فرودگاه همگانی بهره‌برداری هوایی با کد یاتا DXR است که یک باند فرود آسفالت دارد و طول باند آن ۱۳۴۸ متر است. این فرودگاه در کشور ایالات متحده آمریکا قرار دارد و در ارتفاع ۱۴۰ متری از سطح دریا واقع شده‌است.